# 의성김동주씨가옥
의성김동주씨가옥은 경상북도 의성군 단촌면 후평리에 있던 가옥이다. 1970년 12월 29일 대한민국의 중요민속문화재 제25호로 지정되었다가, 화재로 인하여 문화재 가치를 상실하여 1988년 12월 23일 문화재 지정이 해제되었다.

## 개요
화재로 인하여 문화재 가치를 상실하였다.

## 참고 자료
- 의성김동주씨가옥 - 국가유산청 국가유산포털